# Pellam
Rey Pellam de Listeneise es un personaje del mundo artúrico. Este es el nombre que el Rey Tullido recibe en la obra La muerte de Arturo, de Thomas Malory. El Rey Pellam aparece explícitamente en el pasaje donde Sir Balin le propina el Golpe doloroso, que lo deja tullido por muchos años, hasta que es curado por el Santo Grial. En otras fuentes artúricas, como el ciclo de la Vulgata, el personaje es llamado Pellehan.
En un pasaje de la obra, Malory identifica a Pellam con el rey Pelles, otro rey Tullido, abuelo de Galahad. Sin embargo, esta mezcla de personajes puede ser el resultado de una confusión por parte de Malory, ya que en La Vulgata, Pelles es hijo de Pellehan, y es herido en un accidente diferente.
- Datos: Q7161527